# 蘿崗站
蘿岗站是广州地铁6號線和7號線的一座换乘车站，位於中国广东省广州市黄埔区开创大道、香雪三路和開達路口的地底。车站于2016年12月28日随六号线二期开通而启用，2023年12月28日随着7号线二期开通而成为换乘站。

## 车站結構
萝岗站目前设有6号线和7号线两个站体供乘客使用。车站周边為開創大道、開達路、香雪三路、香雪大道西、宝能广州国际体育演艺中心、至泰商业广场、黄埔区政务服务中心、黄埔有轨1号线市民广场站及其它小區或建築。

### 6号线楼层
6号线车站共设有两层，地下一层为站厅；地下二层为6号线站台。
| 地下一层 | 站廳               | 售票機、客服中心、警务室、安检设施 经換乘通道前往 █7号线 |  |  |
| 地下二层 | 2 站台             | █6号线 潯峰崗方向（下站：苏元）                          |  |  |
|          | 岛式站台（卫生间） |                                                          |  |  |
|          | 1 站台             | █6号线 香雪方向（下站：香雪）                            |  |  |

### 7号线楼层
7号线车站共设有三层，地下一层为站厅；地下二层为车站设备区；地下三层为7号线站台。
| 地下一层 | 换乘通道                   | 前往 █6号线                         |  |  |
|          | 7号线站廳                  | 售票機、客服中心、警务室、安检设施  |  |  |
| 地下二层 | 设备区                     | 车站设备                            |  |  |
| 地下三层 | 4 站台                     | █7号线 美的大道方向（下站：科丰路） |  |  |
|          | 岛式站台（卫生间、母婴室） |                                     |  |  |
|          | 3 站台                     | █7号线 燕山方向（下站：水西）       |  |  |

### 站厅及换乘
萝岗站6号线和7号线各自设有一个站厅，均位于地下一层，两个站厅通过联络通道相連。为方便乘客进出及换乘，6号线站厅东南侧大部分区域以及7号线站厅东侧被划分为收费区，而换乘通道同样被划分为西侧的非付费区和东侧的付费区。
6号线站厅设有3条扶手电梯、1组楼梯和1台专用电梯供乘客來往6号线站台，而7号线站厅设有多条扶手电梯、楼梯和专用电梯供乘客前往7号线站台。
两线的各自站厅均设有售票机智能客服中心。

### 月台
本站6号线和7号线各自设有一个岛式月台，其中6号线在上，7号线在下。6号线月台位于開創大道北側的地底，7号线月台位于香雪三路的地底。
本站两线的月台均设有卫生间，6号线设于往浔峰岗方向的一端，7号线则设于往燕山方向的一端，并在附近设有母婴室。

2号月台全景图

### 出入口
蘿崗站目前開通6個出入口供乘客進出，其中A、C、D出入口位于6号线站厅，E、F、G出入口位于7号线站厅。
在车站启用时，C出入口原先设置在香雪三路的西侧，2021年7月28日起為配合7號線二期工程而拆除，并在汇星路附近重设新的C出入口。原位置附近最终由7号线设置新的G出入口。
|                                           |                                                       |      |          | |
|                                           |                                                       |      |          | |
| 編號                                      | 设施                                                  | 照片 | 出口指示 | 建議前往的目的地                                                                                           |
| 6号线站廳                                 |                                                       |      |          | |
| A                                         | 盲道标志 · 扶手电梯标志                               |      | 开创大道 | 科學城（廣州）投資集團、地铁萝岗站公交车站（东行）、开创大道（香雪山南）公交车站（东行）、开达路北公交车站 |
| C                                         | 盲道标志 · 扶手电梯标志 · 无障碍通道标志 · 升降机标志 |      | 香雪三路 | 地铁萝岗站公交车站（西行）                                                                                 |
| D                                         | 扶手电梯标志                                          |      | 汇星路   | 开创大道、香雪二路、开创大道（香雪山南）公交车站（西行）、香雪山南公交车站（西行）、香雪二路公交车站       |
| 7号线站廳                                 |                                                       |      |          | |
| E                                         | 盲道标志 · 升降机标志 · 无障碍通道标志 · 扶手电梯标志 |      | 香雪三路 | 广州知识产权法院、演艺中心北门公交车站、演艺中心南门公交车站                                               |
| F                                         | 盲道标志 · 扶手电梯标志                               |      | 香雪三路 | 黄埔有轨1号线 市民广场站香雪大道西、萝岗市民广场公交车站                                                   |
| G                                         | 盲道标志 · 扶手电梯标志                               |      | 香雪三路 | |
| 註： 設有 \| 設有 \| 設有 \| 設有扶手電梯 |                                                       |      |          | |

## 接駁交通
萝岗站附近有多个公交站，包括香雪二路站、香雪山南站、开创大道（香雪山南）站、地铁萝岗站、开达路北站、萝岗市民广场站、演艺中心南门站、演艺中心北门站等。
| 有轨电车（市民广场站） - 黄埔有轨电车1号线 巴士 \| 编号 \| 编号 \| 线路 \| 线路 \| 线路 \| 收费 \| 备注 \| \| ---- \| ----- \| --------------------- \| --------------------- \| ---------------------- \| --------------------- \| -------------------------- \| \| \| 324 \| 黄埔体育中心 \| ⇆ \| 联和（惠联路） \| 3元 \| \| \| \| 334 \| 萝岗万达广场 \| ⇆ \| 南岗（国际玩具礼品城） \| 2元 \| 不大于15–30分/班 \| \| \| 366 \| 水西路 \| ⇆ \| 荔湖城 \| 3元 \| 不大于30–60分/班 \| \| \| 371 \| 科学城彩频路 \| ⇆ \| 创盈路西 \| 3元 \| 30–60分/班 \| \| \| 371A \| 已于2024年8月24日停办 \| 已于2024年8月24日停办 \| 已于2024年8月24日停办 \| 已于2024年8月24日停办 \| 已于2024年8月24日停办 \| \| \| 391 \| 聯和（惠联路） \| ⇆ \| 中海誉城 \| 2元 \| 不大于15–30分/班 \| \| \| 395 \| 已于2025年3月1日停办 \| 已于2025年3月1日停办 \| 已于2025年3月1日停办 \| 已于2025年3月1日停办 \| 已于2025年3月1日停办 \| \| \| 506 \| 科韵路 \| ⇆ \| 永和（万科里享家） \| 3元 \| \| \| \| 573 \| 黄埔低空经济创新中心 \| ⇆ \| 家和天曜 \| 2元 \| \| \| \| 946 \| 广汕路（科景路口） \| ⇆ \| 南岗 \| 2元 \| \| \| \| 夜104 \| 黄埔东路（石化南路） \| ⇆ \| 萝岗香雪（梅花世界） \| 3元 \| 经地铁萝岗站 339路附属线路 \| |       |                       |                       |                        |                       |                            |
| 编号 | 编号  | 线路                  | 线路                  | 线路                   | 收费                  | 备注                       |
| | 324   | 黄埔体育中心          | ⇆                     | 联和（惠联路）         | 3元                   |                            |
| | 334   | 萝岗万达广场          | ⇆                     | 南岗（国际玩具礼品城） | 2元                   | 不大于15–30分/班           |
| | 366   | 水西路                | ⇆                     | 荔湖城                 | 3元                   | 不大于30–60分/班           |
| | 371   | 科学城彩频路          | ⇆                     | 创盈路西               | 3元                   | 30–60分/班                 |
| | 371A  | 已于2024年8月24日停办 | 已于2024年8月24日停办 | 已于2024年8月24日停办  | 已于2024年8月24日停办 | 已于2024年8月24日停办      |
| | 391   | 聯和（惠联路）        | ⇆                     | 中海誉城               | 2元                   | 不大于15–30分/班           |
| | 395   | 已于2025年3月1日停办  | 已于2025年3月1日停办  | 已于2025年3月1日停办   | 已于2025年3月1日停办  | 已于2025年3月1日停办       |
| | 506   | 科韵路                | ⇆                     | 永和（万科里享家）     | 3元                   |                            |
| | 573   | 黄埔低空经济创新中心  | ⇆                     | 家和天曜               | 2元                   |                            |
| | 946   | 广汕路（科景路口）    | ⇆                     | 南岗                   | 2元                   |                            |
| | 夜104 | 黄埔东路（石化南路）  | ⇆                     | 萝岗香雪（梅花世界）   | 3元                   | 经地铁萝岗站 339路附属线路 |

## 利用状况
萝岗站附近设有多个住宅区，同时邻近黄埔区部分政务服务机构，因此本站除平日客流量一般以外，早晚高峰时期会有所增长。
由於6號線列车编组受限，因此高峰期需要在本站實施客流控制，維持乘車秩序。
同时本站东侧即为宝能广州国际体育演艺中心，因此每逢演艺中心有体育比赛及演唱会等大型活动时，当天会有许多乘客使用該站来往市区各处。演出散场后车站多个出入口也会配合客流控制改为只供出站。

## 历史

### 6号线
本站最早出現在2003年的地鐵規劃中，為4號線在開創大道上的中途站之一。2006年，蘿崗區選擇直接通往廣州市區的6號線來連接蘿崗中心區，規劃6號線二期從高塘石站大幅往東延伸，取代4號線開創大道一段，本站設於現時位置，並命名為蘿崗站。2009年10月18日，本站作為6號線二期試驗性工點率先動工，並在2010年廣州亞運會前封頂。2011年9月，廣州市民政局公示6號線蘿崗段初定站名，本站名稱維持不變。
2016年12月28日，本站随6号线二期开通而启用。

### 7号线

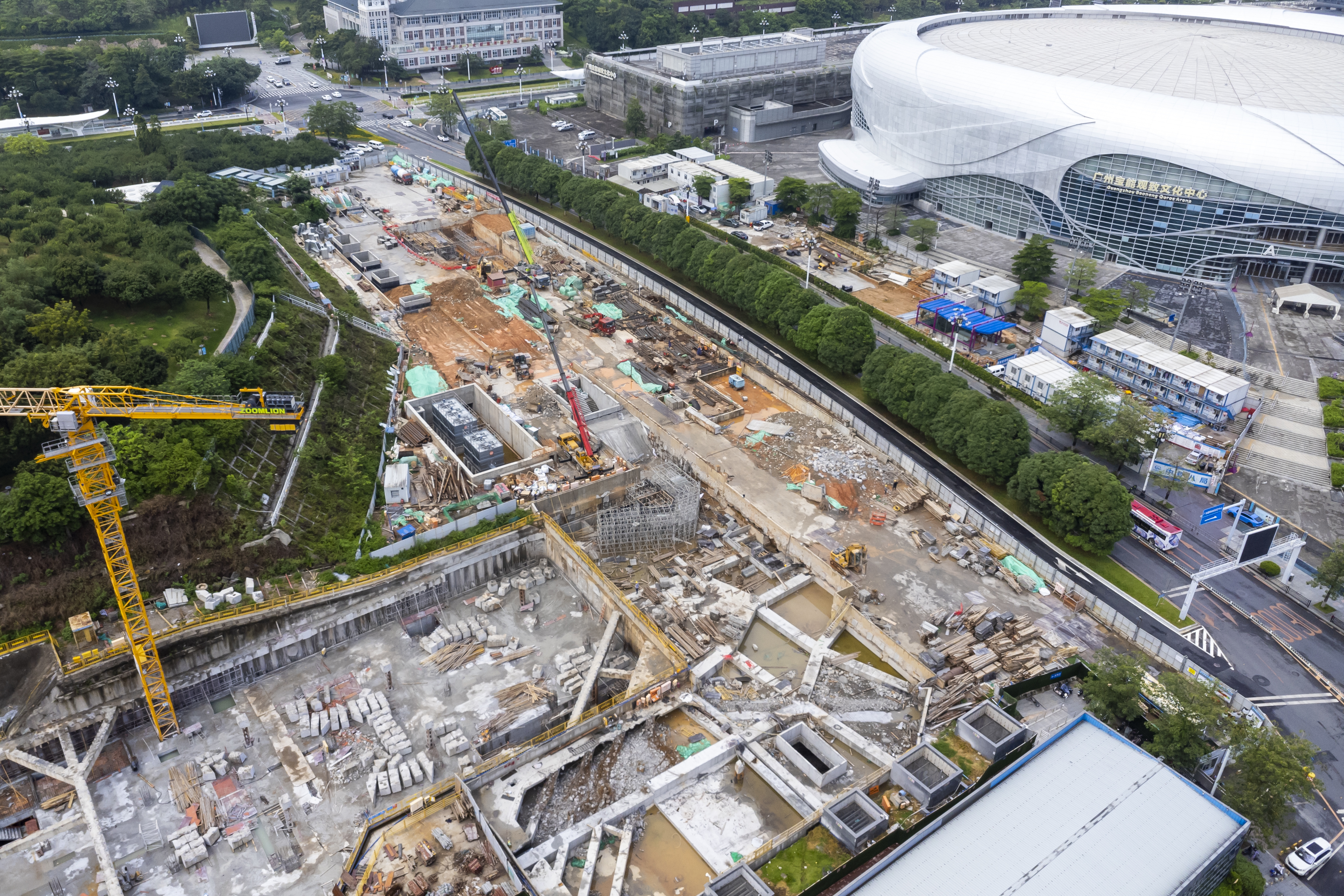
7号线工地（2023年6月）

7号线因應2015年原黃埔區和蘿崗區合併為新黃埔區，黄埔一段的線路規劃亦從大沙東站繼續往北大幅延長，7号线最初规划以本站作为终点站，并与6号线交汇。直到2016年落实再度北延至水西站及最终定案的水西北站（現燕山站），本站规划亦变更为中途站，最终成为7号线二期工程中的一部分并落实建设。
為配合7號線二期車站換乘通道的建設，6號線原C出入口於2021年7月28日起關閉并拆除，并在汇星路附近重新设置C出入口。6号线站厅的部分区域亦于2023年11月28日起围蔽施工，以配合7号线车站的接入。
2022年8月，7号线车站主体结构封顶。2023年10月31日，车站完成“三权”移交。
2023年12月28日上午，广州地铁在本站举办开通活动。同日中午12时，车站7号线部分随7号线二期开通运营而正式启用，本站成为换乘车站。

## 未來發展

### 17号线、37号线
根据广州市政府于2020年11月批复的《广州市城市轨道交通线网规划方案》（2018—2035年），未来两条高速地铁17号线和37号线将在萝岗站设站。惟相关方案尚未落实，仍有变动的可能。